# بروق عديم الساق
البروَق عديم الساق (باللاتينية: Asphodelus acaulis) نوع نباتي يتبع جنس البروَق من الفصيلة البروَقية.

## الموئل والانتشار
ينتشر في المغرب العربي.

## مرادفات للاسم
- (باللاتينية: Clausonia acaulis (Desf.) Pomel)
- (باللاتينية: Gethosyne acaulis (Desf.) Salisb., des. inval.)